# Massachusetts Institute of Technology School of Engineering

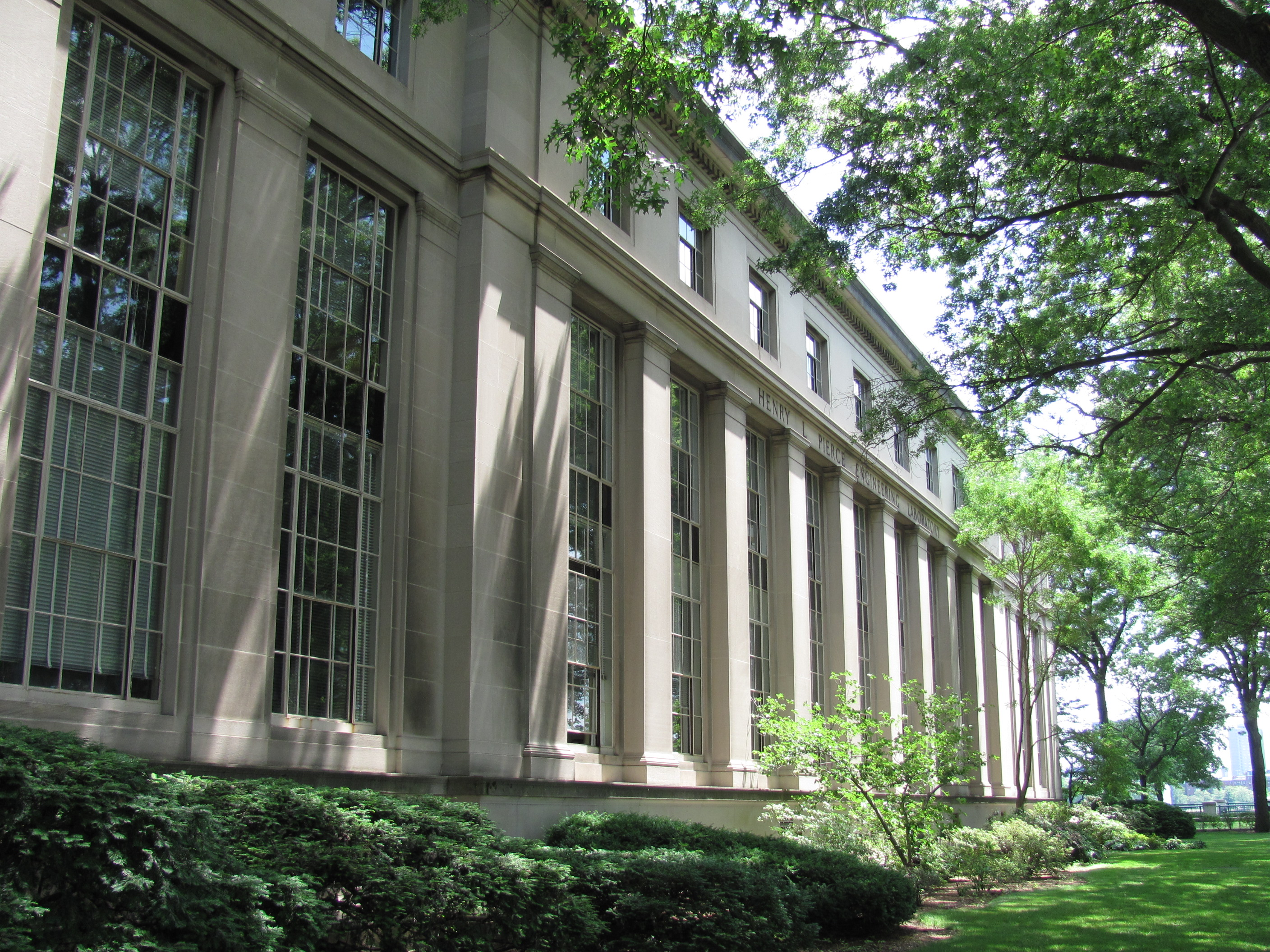
MIT Bâtiment 1
Pierce Engineering Laboratory

La MIT School of Engineering (SoE) est l'une des cinq écoles du Massachusetts Institute of Technology. Elle est située à Cambridge, dans le Massachusetts, aux États-Unis. 

## Historique
L'école est créée en 1932 dans le cadre de la réorganisation de l'Institut, cette dernière étant recommandée par le président Karl Taylor Compton. SoE compte huit départements universitaires et deux instituts interdisciplinaires. L'école est la plus grande du MIT en termes d'inscriptions au premier cycle et aux cycles supérieurs, et est aussi celle qui compte le plus de membres du corps professoral.

## Laboratoires et centres de recherche
- Laboratoire des systèmes d’eau et d’alimentation Abdul Latif Jameel
- Centre pour les systèmes avancés d'énergie nucléaire
- Centre d'ingénierie informatique
- Centre de science et d'ingénierie des matériaux
- Centre d'ingénierie océanique
- Centre de transport et de logistique
- Centre de Performance Industrielle
- Institut des Nanotechnologies du Soldat
- Institut Koch pour la recherche intégrative sur le cancer
- Laboratoire des Systèmes d'Information et de Décision
- Laboratoire de Fabrication et de Productivité
- Centre de traitement des matériaux
- Laboratoires de technologie des microsystèmes
- Centre de travaux Beaver du laboratoire Lincoln du MIT
- Centre Novartis-MIT pour la fabrication continue
- Laboratoire de conception en génie océanique
- Laboratoire de Recherche en Electronique
- Centre SMART
- Centre de recherche sur les systèmes sociotechniques
- Centre Tata pour la technologie et le design